# Clyde (New York)
Clyde è un villaggio degli Stati Uniti d'America, situato nello stato di New York, nella contea di Wayne.